# Tony Renis
Tony Renis, geboren (Milaan, 13 mei 1938) als Elio Cesari is een Italiaans zanger.
In 1962 nam hij deel aan het San Remo Festival met het lied Quando Quando Quando. Hoewel hij niet won is het Italiaanse lied tot een van de bekendste ter wereld uitgegroeid en werd onder meer gecoverd door Pat Boone en Dean Martin.
Hetzelfde jaar won hij met dat lied wel de wedstrijd Canzonissima. Renis ging ook naar Amerika waar hij Frank Sinatra en Stevie Wonder leerde kennen en schreef liedjes voor Barbra Streisand.
In 1963 won hij het San Remo Festival met het lied Uno per tutte, in die tijd was het festival nog de voorronde voor het Eurovisiesongfestival maar elk lied werd door 2 zangers gebracht en Emilio Pericoli kreeg de voorkeur op Renis om de Italiaanse kleuren te gaan verdedigen.
- Bibsys: 2059763
- Biblioteca Nacional de España: XX1050437
- Bibliothèque nationale de France: cb13931712x (data)
- Gemeinsame Normdatei: 134495519
- International Standard Name Identifier: 0000 0000 6302 0085
- Library of Congress Control Number: no2007072659
- MusicBrainz: fb82112f-0573-409e-abc1-963c0a48e3fa
- Nationale Bibliotheek van Tsjechië: mzk2012722511
- Nationale bibliotheek van Australië: 35673733
- Nationale Bibliotheek van Israël: 987007342240505171
- Nationale en Universitaire bibliotheek Zagreb: 000097160
- Nederlandse Thesaurus van Auteursnamen: 071997415
- Istituto Centrale per il Catalogo Unico: UBOV513850
- Virtual International Authority File: 37105079
- WorldCat: E39PBJxCBx9KbfY9PytVCM7T73